# Hermes Aquino
Hermes Aquino (Rio Grande, 21 maggio 1949) è un cantautore, musicista e compositore brasiliano.
Noto anche come Hermes de Aquino, è stato uno dei rarissimi esponenti del Tropicalismo provenienti dal Sud del Brasile.

## Biografia
Avvicinatosi alla musica ancora piuttosto giovane, per circa un decennio si è limitato a comporre canzoni per altri artisti, come Lais Marquez (sua cugina), Tom Zé e i gruppi Liverpool e Os Brazões.
Nel 1976 ha lanciato i singoli Flash, duetto con Lais, Chuva De Verão, brano poi inserito nella telenovela Marron Glacé, e Nuvem Passageira, pezzo presentato per la prima volta nel varietà televisivo Fantastico insieme al videoclip abbinato. Nuvem Passageira, diventato subito un "tormentone" musicale (risultando poi all'ottavo posto tra i singoli più venduti quell'anno in Brasile) avrebbe poi contribuito anche al successo del primo album dell'artista, Desencontro de Primavera; la canzone era stata ispirata dalla relazione di Aquino con la madre dei suoi due figli - una coppia di gemelli - mai da lui riconosciuti. Il pezzo è stato reinterpretato in seguito da diversi artisti brasiliani e dalla cantante paraguayana Perla Paraguaia, ed è diventato molto popolare anche in Portogallo.
Nel 1977 Aquino ha pubblicato Santa Maria, suo secondo album, accolto da un'indifferenza quasi totale che l'ha indotto a concludere la carriera canora. Ha fatto pertanto ritorno nel suo Rio Grande do Sul diventando quindi programmista presso Rádio Continental, un'emittente di Porto Alegre. Svolge tuttora quest'occupazione, conciliandola con la composizione di jingle.

## Discografia

### Album
- Desencontro de Primavera (1977) - (Tapecar) (LP/CD)
- Santa Maria (1978) - (Capitol) (LP/CD)

### 45 giri
- Flash / Sala De Espera (Single, RGE, 1969) - Hermes, Laís
- Bola Louca E Colorida / Eu Quero Ser Teu Rei (Single, Tapecar, 1977) CS-P-81
- Bola Louca E Colorida / Longas Conversas / Desencontro De Primavera / Quero Ser Teu Rei (Ep, Tapecar, 1977)
- Nuvem Passageira / Matcchu Picchu (Tapecar)
- Santa Maria (EMI, 1978)
- Desencontro De Primavera / Cuidado (Single, Tapecar, 1978) RTSS - 700
- Pedras No Meu Caminho (Single, Tapecar)  RTSS - 704